# Queen's Club Championships 1984
I Queen's Club Championships 1984 (conosciuti pure come Stella Artois Championships per motivi di sponsorizzazione) sono stati un torneo di tennis giocato sull'erba. È stata la 91ª edizione del Queen's Club Championships e faceva parte del Volvo Grand Prix 1984. Si è giocato al Queen's Club di Londra in Inghilterra, dall'11 al 17 giugno 1984.

## Campioni

### Singolare
John McEnroe ha battuto in finale  Leif Shiras con il punteggio di 6–1, 3–6, 6–2.

### Doppio
Pat Cash /  Paul McNamee hanno battuto in finale  Bernard Mitton /  Butch Walts con il punteggio di 6–4, 6–3.